# Machaerota yunnanensis
Machaerota yunnanensis is een halfvleugelig insect uit de familie Machaerotidae. De wetenschappelijke naam van deze soort is voor het eerst geldig gepubliceerd in 1982 door Lu.